# Rhagophthalmus semiusta
Rhagophthalmus semiusta är en skalbaggsart som först beskrevs av Francis Polkinghorne Pascoe 1862.  Rhagophthalmus semiusta ingår i släktet Rhagophthalmus och familjen Rhagophthalmidae. Inga underarter finns listade i Catalogue of Life.